# زیری (سرآب)
زیری، روستایی از توابع بخش مرکزی شهرستان سرآب در استان آذربایجان شرقی ایران است.نام روستا از زیره های کوهی که در اطراف این روستا میروند گرفته شده است.

## جمعیت
این روستا در دهستان صائین قرار دارد و براساس سرشماری مرکز آمار ایران در سال ۱۳۸۵، جمعیت آن ۱۶۸ نفر (۲۹خانوار) بوده‌است.